# Hava Naquila
Hava Naquila is de tweede single van de Party Animals en staat op hun eerste album Good Vibrations.
De single kwam uit in 1996 en is een happy hardcore-versie van het bekende Hebreeuwse volkslied Hava Nagila. De single werd goud.

De vierde track van de single, Die Nazi Scum, was bedoeld om te laten zien dat niet alle gabbers racisten zijn, zoals velen in die tijd (en nog steeds) denken.

Het nummer stond 12 weken in de Nederlandse Top 40, waarvan 3 weken op #1. Het nummer stond op #14 in de jaarlijst van 1996. Opvallend is dat Hava Naquila Captain Jack van de eerste positie afstootte en vervolgens Captain Jack (met een nieuwe single) Hava Naquila weer verstootte.

## Cd-single
1. Hava Naquila (Flamman & Abraxas radio mix)
2. Wapperdewap
3. Hakkefest
4. Die Nazi Scum (feat. Rob Gee)
5. Hava Naquila (Tekno Mafia mix)

## Hitnotering

### Top 40
| "Hava Naquila" in de Nederlandse Top 40 - binnen: 06-04-1996 | "Hava Naquila" in de Nederlandse Top 40 - binnen: 06-04-1996 | "Hava Naquila" in de Nederlandse Top 40 - binnen: 06-04-1996 | "Hava Naquila" in de Nederlandse Top 40 - binnen: 06-04-1996 | "Hava Naquila" in de Nederlandse Top 40 - binnen: 06-04-1996 | "Hava Naquila" in de Nederlandse Top 40 - binnen: 06-04-1996 | "Hava Naquila" in de Nederlandse Top 40 - binnen: 06-04-1996 | "Hava Naquila" in de Nederlandse Top 40 - binnen: 06-04-1996 | "Hava Naquila" in de Nederlandse Top 40 - binnen: 06-04-1996 | "Hava Naquila" in de Nederlandse Top 40 - binnen: 06-04-1996 | "Hava Naquila" in de Nederlandse Top 40 - binnen: 06-04-1996 | "Hava Naquila" in de Nederlandse Top 40 - binnen: 06-04-1996 | "Hava Naquila" in de Nederlandse Top 40 - binnen: 06-04-1996 | "Hava Naquila" in de Nederlandse Top 40 - binnen: 06-04-1996 |
| Week                                                         | 1                                                            | 2                                                            | 3                                                            | 4                                                            | 5                                                            | 6                                                            | 7                                                            | 8                                                            | 9                                                            | 10                                                           | 11                                                           | 12                                                           |                                                              |
| ------------------------------------------------------------ | ------------------------------------------------------------ | ------------------------------------------------------------ | ------------------------------------------------------------ | ------------------------------------------------------------ | ------------------------------------------------------------ | ------------------------------------------------------------ | ------------------------------------------------------------ | ------------------------------------------------------------ | ------------------------------------------------------------ | ------------------------------------------------------------ | ------------------------------------------------------------ | ------------------------------------------------------------ | ------------------------------------------------------------ |
| Nummer                                                       | 10                                                           | 4                                                            | 2                                                            | 1                                                            | 1                                                            | 1                                                            | 2                                                            | 3                                                            | 8                                                            | 14                                                           | 22                                                           | 40                                                           | uit                                                          |

### Single Top 100
| "Hava Naquila" in de Nederlandse Single Top 100 - binnen: 06-04-1996 | "Hava Naquila" in de Nederlandse Single Top 100 - binnen: 06-04-1996 | "Hava Naquila" in de Nederlandse Single Top 100 - binnen: 06-04-1996 | "Hava Naquila" in de Nederlandse Single Top 100 - binnen: 06-04-1996 | "Hava Naquila" in de Nederlandse Single Top 100 - binnen: 06-04-1996 | "Hava Naquila" in de Nederlandse Single Top 100 - binnen: 06-04-1996 | "Hava Naquila" in de Nederlandse Single Top 100 - binnen: 06-04-1996 | "Hava Naquila" in de Nederlandse Single Top 100 - binnen: 06-04-1996 | "Hava Naquila" in de Nederlandse Single Top 100 - binnen: 06-04-1996 | "Hava Naquila" in de Nederlandse Single Top 100 - binnen: 06-04-1996 | "Hava Naquila" in de Nederlandse Single Top 100 - binnen: 06-04-1996 | "Hava Naquila" in de Nederlandse Single Top 100 - binnen: 06-04-1996 | "Hava Naquila" in de Nederlandse Single Top 100 - binnen: 06-04-1996 | "Hava Naquila" in de Nederlandse Single Top 100 - binnen: 06-04-1996 |
| Week                                                                 | 1                                                                    | 2                                                                    | 3                                                                    | 4                                                                    | 5                                                                    | 6                                                                    | 7                                                                    | 8                                                                    | 9                                                                    | 10                                                                   | 11                                                                   | 12                                                                   |                                                                      |
| -------------------------------------------------------------------- | -------------------------------------------------------------------- | -------------------------------------------------------------------- | -------------------------------------------------------------------- | -------------------------------------------------------------------- | -------------------------------------------------------------------- | -------------------------------------------------------------------- | -------------------------------------------------------------------- | -------------------------------------------------------------------- | -------------------------------------------------------------------- | -------------------------------------------------------------------- | -------------------------------------------------------------------- | -------------------------------------------------------------------- | -------------------------------------------------------------------- |
| Nummer                                                               | 20                                                                   | 7                                                                    | 2                                                                    | 2                                                                    | 1                                                                    | 2                                                                    | 2                                                                    | 2                                                                    | 6                                                                    | 19                                                                   | 26                                                                   | 39                                                                   | uit                                                                  |